# Samuel Bigger

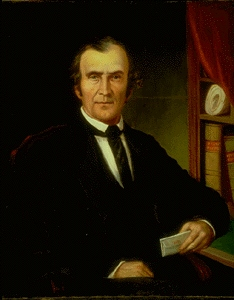
Samuel Bigger

Samuel Bigger (* 20. März 1802 in Franklin, Nordwestterritorium, Vereinigte Staaten; † 9. September 1845 in Fort Wayne, Indiana) war ein US-amerikanischer Politiker in der United States Whig Party und von 1840 bis 1843 der siebte Gouverneur des Bundesstaates Indiana.

## Frühe Jahre und politischer Aufstieg
Samuel Bigger war der Sohn von John Bigger, einem Veteranen des Unabhängigkeitskrieges und bekannten Politikers in Ohio. Der junge Samuel besuchte die Ohio University und studierte anschließend Jura. Im Jahr 1829 zog er nach Indiana, wo er sich zunächst in Liberty und dann in Rushville als Anwalt niederließ. Im Jahr 1833 wurde Bigger in das Repräsentantenhaus von Indiana gewählt, wo er bis 1835 verblieb. Zwischen 1836 und 1840 war er Vorsitzender Richter im sechsten Gerichtsbezirk seines Staates. Am 3. August 1840 wurde er als Kandidat der Whigs zum neuen Gouverneur von Indiana gewählt, wobei er sich mit 53,7 Prozent der Stimmen gegen den Demokraten Tilghman Howard durchsetzte.

## Gouverneur von Indiana
Bigger trat seine dreijährige Amtszeit am 9. Dezember 1840 an. In seiner Regierungszeit wurden fast alle Gesetze des Staates neu überarbeitet. Während seiner ganzen Amtszeit litt Indiana unter den Folgen der Wirtschaftskrise von 1837 und dem daraus folgenden Zusammenbruch fast aller Infrastrukturprogramme. Darüber hinaus legte sich Bigger im erfolglosen Wahlkampf um seine Wiederwahl mit der Methodistischen Kirche an. Sein Gegenkandidat James Whitcomb gehörte dieser Konfession an und Bigger machte im Wahlkampf einige abfällige Bemerkungen über diese Religionsgemeinschaft. Der Konflikt trug mit zur Niederlage Biggers bei, der nur auf 48,5 Prozent der Stimmen kam.
Nach seiner Abwahl zog sich Samuel Bigger aus der Politik zurück. Er zog nach Fort Wayne, wo er als Anwalt arbeitete. Dort starb er drei Jahre nach dem Ende seiner Gouverneurszeit im Alter von 43 Jahren.